# Ásahreppur
Ásahreppur é um município na Islândia. Em 2021 tinha uma população estimada em 271 habitantes.